# Rudolf Ising
Rudolf Carl «Rudy» Ising (Kansas City, 7 de agosto de 1903 – Newport Beach, 18 de julio de 1992) fue un animador, productor y director estadounidense conocido por haber colaborado en la fundación de los estudios de animación Warner Bros. Cartoons y MGM Cartoon Studio junto a su compañero Hugh Harman.

## Biografía
Nació en Kansas City, Misuri. En 1921 obtuvo su primer trabajo en la industria cinematográfica, en el estudio de Walt Disney en Kansas City. Allí ayudó a crear Newman Laugh-O-Grams, una serie de cortometrajes animados que satirizaban temas de actualidad. La contratación de Ising coincidió con un cambio de rumbo en la temática de los cortometrajes, esta vez basados en cuentos de hadas populares y relatos para niños. Mientras trabajaba allí conoció a Hugh Harman, con quien se unió luego que Disney se trasladara a California para fundar otro estudio. Harman e Ising crearon Arabian Nights Studio, una compañía que pretendía producir una serie de cortometrajes animados titulada Arabian Nights, pero sin éxito.

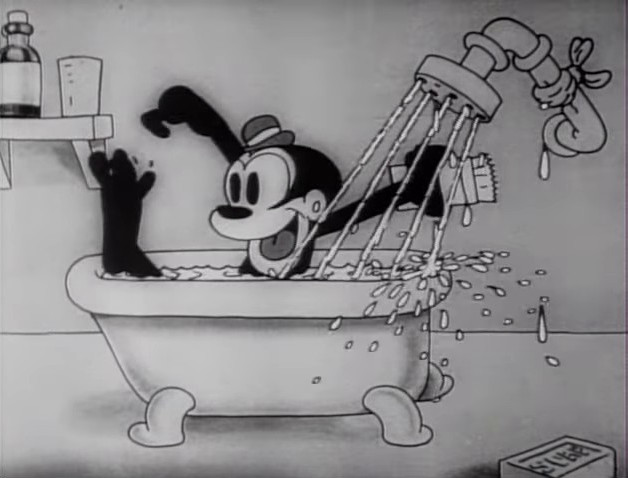
Bosko en Sinkin' in the Bathtub.

En 1925 regresó junto a Harman al estudio de Disney, esta vez en Los Ángeles. Allí trabajó en las series Alice Comedies y Oswald the Lucky Rabbit. Después de tres años de trabajo en el estudio, fue despedido porque el productor Charles Mintz –quien había despedido a Disney en 1927– decidió producir los cortometrajes con otros animadores. En 1929,  fundó un nuevo estudio de animación junto a Harman, en el cual produjeron el cortometraje Bosko the Talk Ink Kid. Dicho corto llamó la atención del productor Leon Schlesinger, quien convenció a Warner Bros. de comprar la serie. Al año siguiente crearon un nuevo cortometraje, Sinkin' in the Bathtub, también protagonizado por Bosko; la cinta fue el debut de la serie Looney Tunes, que con el tiempo adquirió una gran popularidad. Sin embargo, abandonó dicho proyecto para centrarse en otra serie de Warner Bros., Merrie Melodies. Ising dirigió It's Got Me Again! (1932), que obtuvo una nominación al premio Óscar como mejor cortometraje animado; el corto ganador fue Árboles y flores de Walt Disney.
La relación de Ising y Harman con Warner Bros. duró hasta 1933, debido a las demandas de la dupla por mayores presupuestos para los cortometrajes. Tras un breve paso por Van Beuren Studios, Harman e Ising firmaron un contrato con MGM, siendo su primera serie Happy Harmonies. En 1939 creó el personaje Barney Bear, que debutó con un cortometraje titulado The Bear Who Couldn't Sleep. Rudolf Ising dirigió The Milky Way (1940), que ganó un premio Óscar en la categoría de mejor cortometraje animado, siendo el primer corto no producido por Disney en obtener aquel galardón. Ese año estuvo además nominado Puss Gets the Boot, primer cortometraje de Tom y Jerry, el cual fue producido por Ising y Fred Quimby. En 1941 su compañero Hugh Harman dejó MGM para fundar su propio estudio, mientras Ising se quedó para seguir trabajando en cortometrajes, principalmente de Barney Bear. Dejó el estudio en 1942 para unirse al Cuerpo Aéreo del Ejército de los Estados Unidos, donde trabajó con la unidad cinematográfica haciendo cintas de entrenamiento.
Murió el 18 de julio de 1992 en Newport Beach (California), a los 88 años de edad. Se había mudado a aquella ciudad tras retirarse de la industria cinematográfica en los años 1970.

## Premios
| Año  | Premio                                   | Categoría                  | Película          | Resultado |
| ---- | ---------------------------------------- | -------------------------- | ----------------- | --------- |
| 1988 | Motion Picture Screen Cartoonists Awards | Golden Award               |                   | Ganador   |
| 1976 | Premios Annie                            | Premio Winsor McCay        |                   | Ganador   |
| 1937 | Premios Óscar                            | Mejor cortometraje animado | The Old Mill Pond | Candidato |
| 1936 | Premios Óscar                            | Mejor cortometraje animado | The Calico Dragon | Nominado  |